# D 925 (Türkei)
Die Straße D 925 (Devlet yolu 925) ist eine 212 km lange Straße im Osten der Türkei. Sie nimmt im Norden westlich von İyidere an der D 010 (Europastraße 70), die der Küste des Schwarzen Meers folgt, ihren Ausgang und endet westlich von Aziziye (bis 2008 Ilıca) in der Provinz Erzurum an der Hauptstraße D 100 (Europastraße 80).

## Verlauf
Die Straße führt in generell südöstlicher Richtung, früher über den 2600 m hohen Pass Ovit Dağı Geçidi, der seit 2018 durch den 14,3 km langen zweiröhrigen Tunnel Ovit Dağı Tüneli (Ovittunnel), den längsten des Lands, unterfahren wird, zur Stadt İspir am Çoruh, dessen Tal sie über rund 13 km sie nach Südwesten folgt. Sie führt dann über den Pass Gölyurt Geçidi (2380 m) zunächst nach Süden und weiter nach Osten zum Pass Açıkağız Geçidi (2248 m) und folgt dann dem Tal des Bas Çayı nach Südwesten und erreicht schließlich die D 100, an der sie endet.